# Irische Squashnationalmannschaft
Die irische Squashnationalmannschaft ist der Kader des gesamtirischen Squashverbandes Irish Squash Federation (irisch Cónaidhm Scuaise na hÉireann). In ihm finden sich irische und nordirische Sportler wieder, welche die Insel sowohl in Einzel- als auch in Teamwettbewerben national und international im Squashsport repräsentieren.

## Historie

### Herren
Irland nahm seit 1979 bei jeder Weltmeisterschaft teil. Beim Debüt erreichte Irland den 10. Platz, was bis heute das beste Abschneiden der Mannschaft bei einer Weltmeisterschaft war. 1983, 1993 und 2001 kam Irland ebenfalls nicht über den 10. Platz hinaus.
Erfolgreich war Irland bei Europameisterschaften, die jährlich seit 1973 ausgetragen werden. Die erste Podestplatzierung gelang 1973 in Edinburgh mit dem dritten Rang. 1974 wiederholte die Mannschaft diesen Erfolg, ebenso 1981 und 1982. In den Jahren 1975 bis 1977 sowie 1979 und 1984 schloss Irland das Turnier auf Rang vier ab.

## Letzter WM-Kader
Bei der letzten Weltmeisterschaft 2023 bestand die irische Mannschaft aus den folgenden Spielern:
| Rang | Name            | Geburtsdatum     | WRL | Einsätze | Siege | Niederlagen |
| ---- | --------------- | ---------------- | --- | -------- | ----- | ----------- |
| 1.   | Sam Buckley     | 22. Juni 2001    | 132 | 5        | 4     | 1           |
| 2.   | Sean Conroy     | 1. Juni 1994     | 194 | 3        | 1     | 2           |
| 3.   | Oisin Logan     | 14. Februar 1996 | 345 | 3        | 1     | 2           |
| 4.   | Michael Creaven | 8. Juni 2001     | 488 | 1        | 1     | −           |

## Bilanz
| Herren |                    |                    |                  |                  |                  |
| Jahr   | Austragungsort     | Runde              | Platzierung      | Siege            | Niederlagen      |
| 1967   | Melbourne          | keine Teilnahme    | keine Teilnahme  | keine Teilnahme  | keine Teilnahme  |
| 1969   | Birmingham         | keine Teilnahme    | keine Teilnahme  | keine Teilnahme  | keine Teilnahme  |
| 1971   | Palmerston North   | keine Teilnahme    | keine Teilnahme  | keine Teilnahme  | keine Teilnahme  |
| 1973   | Johannesburg       | keine Teilnahme    | keine Teilnahme  | keine Teilnahme  | keine Teilnahme  |
| 1976   | Birmingham         | keine Teilnahme    | keine Teilnahme  | keine Teilnahme  | keine Teilnahme  |
| 1977   | Toronto            | keine Teilnahme    | keine Teilnahme  | keine Teilnahme  | keine Teilnahme  |
| 1979   | Brisbane           | Gruppenphase       | 10.              | 2                | 7                |
| 1981   | Stockholm          | Gruppenphase       | 13.              | 4                | 3                |
| 1983   | Auckland           | Gruppenphase       | 10.              | 6                | 3                |
| 1985   | Kairo              | Gruppenphase       | 13.              | 4                | 5                |
| 1987   | London             | Gruppenphase       | 15.              | 3                | 5                |
| 1989   | Singapur           | Gruppenphase       | 11.              | 7                | 1                |
| 1991   | Helsinki           | Gruppenphase       | 12.              | 2                | 4                |
| 1993   | Karatschi          | Gruppenphase       | 10.              | 3                | 3                |
| 1995   | Kairo              | Gruppenphase       | 15.              | 3                | 3                |
| 1997   | Petaling Jaya      | Gruppenphase       | 16.              | 3                | 3                |
| 1999   | Kairo              | Gruppenphase       | 13.              | 5                | 1                |
| 2001   | Melbourne          | Achtelfinale       | 10.              | 4                | 3                |
| 2003   | Wien               | Achtelfinale       | 12.              | 3                | 4                |
| 2005   | Islamabad          | Gruppenphase       | 19.              | 1                | 4                |
| 2007   | Chennai            | Achtelfinale       | 12.              | 2                | 4                |
| 2009   | Odense             | Achtelfinale       | 16.              | 1                | 5                |
| 2011   | Paderborn          | Gruppenphase       | 19.              | 2                | 5                |
| 2013   | Mülhausen          | Gruppenphase       | 23.              | 3                | 4                |
| 2015   | Kairo              | keine Austragung   | keine Austragung | keine Austragung | keine Austragung |
| 2017   | Marseille          | Gruppenphase       | 20.              | 1                | 4                |
| 2019   | Washington, D.C.   | Gruppenphase       | 17.              | 3                | 3                |
| 2023   | Tauranga           | Gruppenphase       | 17.              | 3                | 2                |
| Gesamt | 21 / 27 Teilnahmen | 21 / 27 Teilnahmen | 0 Titel          | 65               | 76               |